# Sólo Dios lo sabe
 Heaven Knows, Mr. Allison (Sólo Dios lo sabe en España y El cielo fue testigo en Hispanoamérica) es una película estadounidense de 1957, dirigida por John Huston y protagonizada por Deborah Kerr y Robert Mitchum. El guion fue escrito por John Huston y John Lee Mahin, basado en la novela homónima de Charles Shaw. Fue candidata al premio Óscar a la mejor actriz (Deborah Kerr) y al mejor guion adaptado, y ganadora del premio a la mejor actriz en los Premios del Círculo de críticos de cine de Nueva York.

## Argumento
En 1944, en el océano Pacífico, durante la Segunda Guerra Mundial, el infante de marina, cabo Henry Allison (Robert Mitchum), sobrevive a un naufragio después de que el submarino en el que viajaba en una misión de reconocimiento sea hundido y llega a la costa de la isla Tuasiva en un bote inflable. La isla parece desierta, pero pronto se encuentra con la novicia Angela (Deborah Kerr), que sólo había estado en la isla un corto tiempo y se había rezagado cuando la isla fue abandonada ante la inminente invasión de las tropas japonesas.
Ambos logran disfrutar por un tiempo de la paradisíaca isla y planean navegar unos 500 km (310 millas) hasta la isla Fiyi en el bote del marine, pero un bombardeo japonés les obliga a refugiarse en una cueva, donde deben ocultarse cuando los nipones desembarcan en la isla para construir una base meteorológica. A pesar de tener personalidades muy opuestas logran mantener una cordial distancia. Después de la invasión del enemigo, la hermana Angela y el cabo Allison se ocultan en la cueva y el marine se ve obligado a robar comida y medicinas de los depósitos japoneses para sobrevivir, pero es sorprendido por un guardia y debe matarlo, no sin alertar éste antes al resto de los ocupantes, que salen en su persecución. Descubierto, es conminado a la rendición o a morir por la explosión de una granada junto con la hermana Angela, pero un milagroso ataque aéreo estadounidense les salva la vida. Convencidos de que pronto serán rescatados, el cabo Allison recibe un mensaje de Dios que le ordena sabotear los cañones japoneses antes de la apresurada retirada de éstos y del inminente desembarco aliado en la pequeña isla.

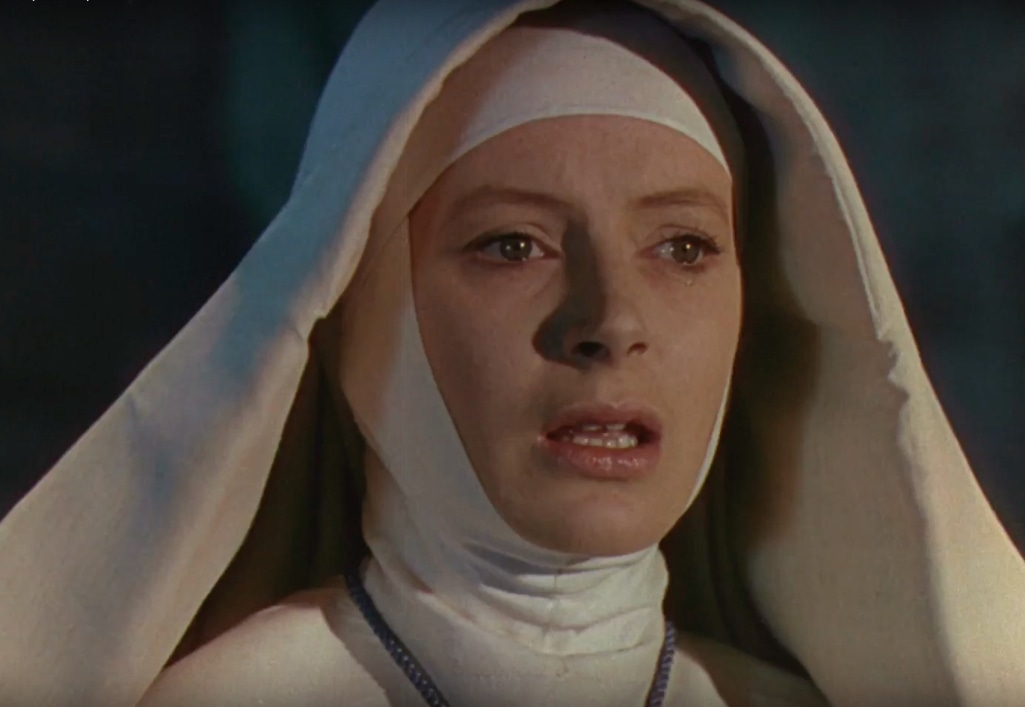
Deborah Kerr como la hermana Angela

El duro infante de marina le confiesa a la joven novicia la atracción amorosa que siente por ella, pero la hermana Angela logra convencerlo de la imposibilidad de una relación entre ellos.

## Reparto
- Deborah Kerr (Hermana Angela)
- Robert Mitchum (Cabo Henry Allison)

## Producción
La película se rodó en Trinidad y Tobago (antigua colonia británica), lo que permitió a Huston y a la Fox conseguir ayuda económica del Reino Unido y financiamiento del cine británico. La película se sitúa cronológicamente más adelante de la acción de la novela, en la que Allison escapa de la batalla de Corregidor (mayo de 1942) y evita ser capturado por el enemigo. En la película, los aliados lanzan una ofensiva y los marines toman la isla.

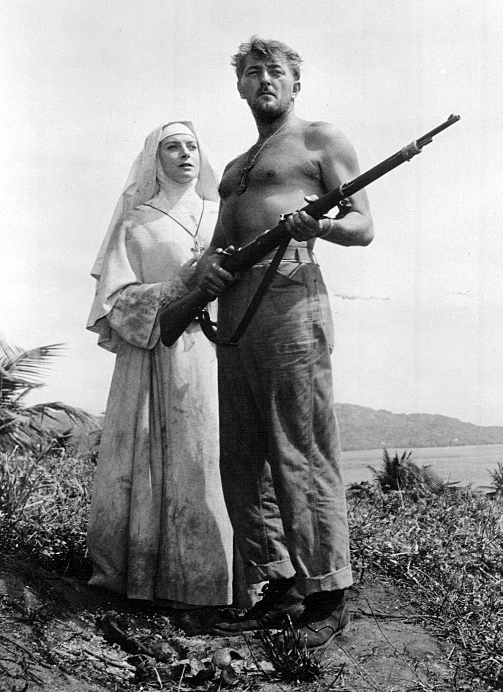
D. Kerr y R. Mitchum
en una escena del filme.

El guion compara los rituales y los criterios de la Iglesia católica y los del Cuerpo de Marines de los EE. UU. La Legión de la Decencia estadounidense supervisó minuciosamente la producción de la película, enviando a un representante para verla. Sabiendo esto, Kerr y Mitchum improvisaron deliberadamente una escena (no incluida en el montaje final) en la que los personajes se besan apasionadamente.
La Infantería de Marina proporcionó tropas para la invasión de la isla. Seis japoneses que vivían en Brasil representaron algunos de los personajes nipones más importantes, mientras que algunos chinos de lavanderías y restaurantes de Trinidad y Tobago completaron el resto del reparto de los soldados japoneses.